# Emine Işınsu
Emine Işınsu, nascuda Emine Zorlutuna, oficialment Emine Öksüz (Kars, 17 de maig de 1938 – 5 de maig de 2021) fou una escriptora turca, coneguda com a novel·lista. Era filla d'Halide Nusret Zorlutuna, una de les primeres escriptores de la Turquia contemporània. Nasqué a Kars, on el seu pare, el general Zorlutuna, era comandant regional. Publicà el seu primer llibre de poemes als 17 anys sense utilitzar el cognom familiar de Zorlutuna per fer el seu propi camí com a escriptora. Als 25 anys rebé el seu primer premi, i amb la seva novel·la Cambaz obtingué el premi de l'Associació d'Escriptors de Turquia, el 1982. Estava casada amb el professor İskender Öksüz.